# Малтодекстрин
Малтодекстрин е полизахарид, който се използва като хранителна добавка. Произвежда се от нишесте чрез частична хидролиза и обикновено се среща като кремавобял хигроскопичен прах. Малтодекстринът е лесно смилаем, абсорбира се бързо като глюкоза и може да бъде умерено сладък или почти без миризма. Обикновено се използва за производство на газирани напитки и бонбони. Също може да бъде намерен и като съставка в различни други преработени храни. Действието му е като подобрител на вкуса, но е отричан от много диетолози и хора с природосъобразен начин на живот като изкуствен продукт с липсващи публично оповестени изследвания за неговото действие, като се слага редом до аспартама като вредно вещество за здравето.

## Производство
Малтодекстринът може да бъде ензимно получен от всяко нишесте. В САЩ за това се ползва обикновена царевица, а в Европа – пшеница. Въпреки че се извлича от пшеница, за лицата, страдащи от непоносимост към глутен, малтодекстринът реално е без глутен заради преработката, в която по-голямата част от протеина се отстранява. Ако е използвана пшеница при производството на малтодекстрин, това трябва да е написано на етикета, но самият малтодекстрин е без глутен. Препоръчително е хора с тежка непоносимост към глутен да продължават да избягват храни с малтодекстрин.
Малтодекстринът е типична добавка при варене на бира за увеличаване на относителното тегло на крайния продукт. Това подобрява вкуса на бирата и намалява сухотата на напитката. Малтодекстринът не ферментира от маята и не променя вкуса.